# Godziny szczytu 2
Godziny szczytu 2 (oryg. tytuł Rush Hour 2) – amerykańsko–hongkońska komedia kryminalna z 2001 roku. W głównych rolach występują Jackie Chan i Chris Tucker. Sequel filmu Godziny szczytu z 1998 roku.
Chris Tucker jako James Carter w filmie zaśpiewał piosenkę Michaela Jacksona „Don’t Stop ’Til You Get Enough”.

## Fabuła
Inspektor Lee z Królewskiej Policji Hongkongu i detektyw James Carter z wydziału policji Los Angeles, przybywają do Hongkongu na zasłużony urlop. James Carter, nierozstający się z podręcznym słownikiem chińsko-angielskim, nie może się doczekać oczekujących go egzotycznych rozrywek. Niestety, inspektor Lee, policjant z powołania, nie zaprzestaje wykonywania swych obowiązków, co irytuje jego towarzysza. Niemal natychmiast po przybyciu na miejsce, mają możliwość sprawdzenia się w największej sprawie w ich dotychczasowych karierach. Bomba, która wybuchła w ambasadzie Stanów Zjednoczonych, zabiła dwóch agentów amerykańskiego Urzędu Celnego, pracujących nad rozwikłaniem zagadki gangu, fałszującego i przemycającego studolarowe banknoty.

## Obsada
- Chris Tucker – James Carter
- Jackie Chan – inspektor Lee
- John Lone – Rickie Tan
- Zhang Ziyi – Hu Li
- Roselyn Sánchez – Isabella Molina
- Alan King – Steven Reign
- Harris Yulin – agent Ste

## Nagrody i nominacje
Nagrody Satelita 2001
- Najlepszy aktor w komedii lub musicalu – Chris Tucker (nominacja)